# Потир життя
«Потир життя» — ювелірна робота іспанського художника Сальвадора Далі, створена у 1965 році. Знаходиться в Театрі-музеї Сальвадора Далі, Фігерас (Іспанія).
Ігор Кассіні в березневому номері журналу «Town and Country» («Місто і село») за 1961 рік розповідає про те, що Сальвадор Далі та «Алемань і Ко» створюють новий вид мистецтва:
|  | Мова йде про електронний предмет ювелірного мистецтва — потир Святої Терези Авільської. <...> Коли цю річ вмикають, позолочене листя, що овиває чашу розкривається та перетворюється на метеликів, прикрашених коштовним камінням. <...> Цей витвір мистецтва висотою 75 сантиметрів ілюструє легенду про Святу Терезу Авільську, перетворюючи мертве листя на живих метеликів, та призначений для виставки |

Також можна навести слова самого Далі, опубліковані в 1964 році в газеті «Нью-Йорк Телеграмм енд Сан»:
|  | Людина живе серед гниття. Вона, як черв, ширяє по життю, несучи в собі смерть. Але милістю божественної метаморфози, такої ж самої, як метаморфоза метелика, вона перетворюється на духовне світло. |